# Pijamada (evento social)

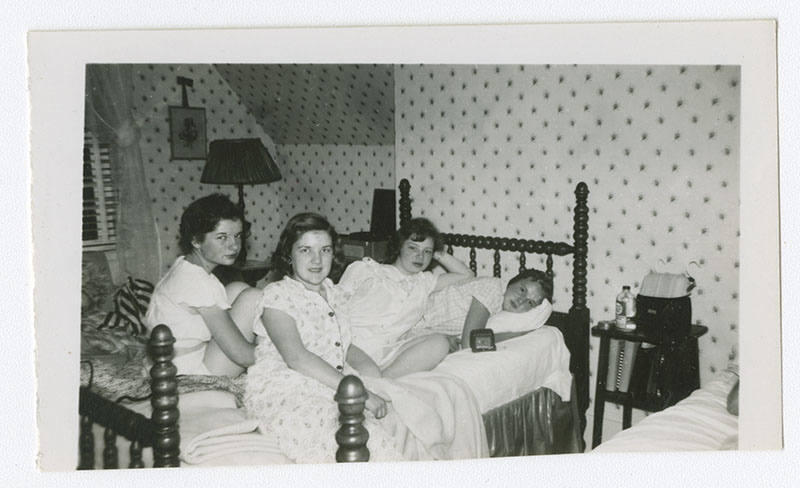
Adolescentes en una pijamada, Gainesville, Georgia, 1952

Una pijamada es un evento social en el que alguien se queda a dormir en casa de un amigo. Generalmente, participan jóvenes, pero también pueden participar adultos o personas mayores. A menudo, varias personas o amigos se juntan para dormir en el mismo lugar y compartir la experiencia juntos.

## Características
La pijamada es un programa en el que el niño pasa la noche con otros niños sin la supervisión directa de un adulto. Este tipo de reuniones se han considerado muy significativas para el desarrollo o crecimiento de los niños o adolescentes, ya que tratan como un rito de iniciación donde el niño sea lo suficientemente libre para desarrollar sus relaciones sociales fuera del núcleo familiar..   

## Pijamadas de adolescentes
A principios de la década de los 1990, varios comentaristas comenzaron a hablar de una tendencia emergente: los padres permitían que los adolescentes se quedaran a dormir en casas de amigos, donde los chicos y las chicas pasaban la noche juntos. Si bien algunos condenaron esta práctica, otros creían que era mejor que permitir las citas fuera de casa.  